# Rosa (matemàtiques)

Rosa de k = 7 pètals.

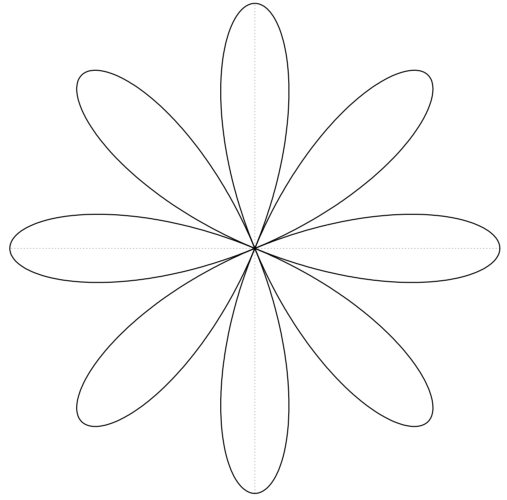
Rosa de 8 pètals (k=4).

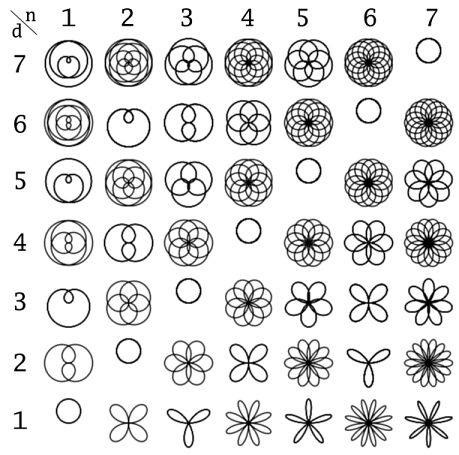
Roses definides per
, per a diversos valors de k=n/d.

En matemàtiques, una rosa o corba rhodonea és una sinusoide dibuixada en coordenades polars. Aquestes corbes es poden expressar amb una equació polar de la forma
{\displaystyle \!\,r=\cos(k\theta ).}
Si k és un enter, la corba serà una rosa de
- 2k pètals si k és parell, i
- k pètals si k és senar.

Quan k és parell, la gràfica completa de la rosa és traçada un sol cop quan el valor de θ varia de 0 a 2π. Quan k és senar, això passa a l'interval entre 0 i π. (De forma més general, això pasa en qualsevol interval de longitud 2π per a k parell, i π per a k senar.) 
Si k és un nombre racional, llavors la corba és tancada i té longitud finita. Si k és un nombre irracional, llavors no és tancada i té longitud infinita. És més, en aquest últim cas, la gràfica de la rosa esdevé un conjunt dens (és a dir, passa arbitràriament a prop de qualsevol punt del disc de radi unitat).
Donat que
{\displaystyle \sin(k\theta )=\cos \left(k\theta -{\frac {\pi }{2}}\right)=\cos \left(k\left(\theta -{\frac {\pi }{2k}}\right)\right)}
Per a to {\displaystyle \theta }, les curves donades per les equacions polars 
{\displaystyle \,r=\sin(k\theta )} i {\displaystyle \,r=\cos(k\theta )}
són idèntiques tret d'una rotació de π/2k radians.
El nom de les roses els el va donar el matemàtic italià Guido Grandi entre l'any 1723 i el 1728.

## Àrea
Una rosa que té equació polar de la forma
{\displaystyle r=a\cos(k\theta )\,}
on k és un enter positiu, té una àrea de
{\displaystyle {\frac {1}{2}}\int _{0}^{2\pi }(a\cos(k\theta ))^{2}\,d\theta ={\frac {a^{2}}{2}}\left(\pi +{\frac {\sin(4k\pi )}{4k}}\right)={\frac {\pi a^{2}}{2}}}
si k és parell, i
{\displaystyle {\frac {1}{2}}\int _{0}^{\pi }(a\cos(k\theta ))^{2}\,d\theta ={\frac {a^{2}}{2}}\left({\frac {\pi }{2}}+{\frac {\sin(2k\pi )}{4k}}\right)={\frac {\pi a^{2}}{4}}}
si k és senar.
El mateix s'aplica a les roses amb equacions polars de la forma
{\displaystyle r=a\sin(k\theta )\,}
Donat que la seva gràfica no és res més que una rotació de les roses definides fent servir el cosinus.